# Torrecilla del Rebollar
Torrecilla del Rebollar es un municipio y localidad española de la provincia de Teruel, en la comunidad autónoma de Aragón. El término municipal, ubicado en la comarca del Jiloca, tiene una población de 117 habitantes (INE 2024).

## Geografía
Actualmente, el municipio comprende los núcleos de Torrecilla del Rebollar y Godos.
La localidad se encuentra a unos 96,7 km de Teruel. El municipio tiene un área de 63,71 km² con una población de 121 habitantes (INE 2022) y una densidad de 2,51 hab./km². El código postal es 44222.

## Historia
En el año 1248, por privilegio de Jaime I, este lugar se desliga de la dependencia de Daroca, pasando a formar parte de Sesma de Barrachina en la Comunidad de Aldeas de Daroca, que en 1838 fue disuelta.
Hacia mediados del siglo XIX, el lugar tenía contabilizada una población de 536 habitantes. Aparece descrito en el decimoquinto volumen del Diccionario geográfico-estadístico-histórico de España y sus posesiones de Ultramar de Pascual Madoz de la siguiente manera:

TORRECILLA DEL REVOLLAR: l. con ayunt. en la prov. de Teruel (10 lea.), part. jud. de Segura (1 1/2) (el juzgado reside en Montalban), aud. terr. y dióc de Zaragoza y c. g. de Aragon. sit. en terreno desigual en las faldas meridionales de las sierras de Segura; el clima si bien es algo frio es muy saludable. Se compone de unas 100 casas, 2 fuentes de cuyas aguas usan los vec.; la una en la parte alta del pueblo y la otra en la baja; una escuela de instruccion primaria medianamente concurrida; igl. parr. (San Cristóbal) servida por un cura de primer ascenso y de provision ordinaria, y un cementerio que en nada perjudica á la salud pública. Confina el térm. por el N. con el de Salcedillo y Godos; E. Segura y Villanueva del Rebollar; S. Torre los Negros, y O. Nueros y Barrachina; hay en el tres manantiales de escelentes aguas y corre hácia el O. un arroyo de pocas aguas pero con las cuales muele un molino harinero. El terreno es desigual y montuoso, de secano y de mediana calidad. Los caminos son de herradura y conducen á los pueblos inmediatos. El correo se recibe de Montalban. prod.: trigo, cebada, avena y semillas; hay ganado lanar, cabrio y vacuno, y caza de conejos y perdices. pobl.: 134 vec., 536 alm. riqueza imp.: 37,786 rs.
(Madoz, 1849, pp. 78-79)

## Demografía
Torrecilla del Rebollar cuenta con una población de 117 habitantes (INE 2024).
| Gráfica de evolución demográfica de Torrecilla del Rebollar entre 1842 y 2021 |
| |
| Población de derecho según los censos de población del INE Población de hecho según los censos de población del INEEntre el censo de 1970 y el anterior, crece el término del municipio porque incorpora a 44506 (Godos) |

## Administración y política
| Período   | Alcalde                    | Partido |  |
| --------- | -------------------------- | ------- |  |
| 1979-1983 | Saturnino Burriel Lancís   | UCD     |  |
| 1983-1987 |                            |         |  |
| 1987-1991 |                            |         |  |
| 1991-1995 |                            |         |  |
| 1995-1999 |                            |         |  |
| 1999-2003 |                            |         |  |
| 2003-2007 |                            |         |  |
| 2007-2011 |                            |         |  |
| 2011-2015 | Carlos Miguel Burriel Luca | PP      |  |

| Partido político    | Partido político                                   | 2003   | 2007   | 2011   | 2015   |
| Partido político    | Partido político                                   | Ediles | Ediles | Ediles | Ediles |
|                     | Partido Popular de Aragón (PP)                     | 4      | 4      | 4      | 3      |
|                     | Partido de los Socialistas de Aragón (PSOE-Aragón) | 1      | 1      | 1      | 2      |
|                     | Chunta Aragonesista (CHA)                          | —      | 0      | 0      | 0      |
|                     | Partido Aragonés (PAR)                             | —      | —      | 0      | 0      |
| Total de concejales | Total de concejales                                | 5      | 5      | 5      | 5      |

## Patrimonio
- Iglesia de San Cristóbal[3] (siglo XVIII).
- Antiguo molino harinero.
- Fuente de La Raja.
- Pinar de Cañamadera.
- Cañada Ramón.
- Peirón San Anton.
- Peirón de Santa Bárbara.
- Peirón Santa Ana.
- Peirón de San Cristóbal.

## Fiestas
- Santiago Apóstol, 25 de julio.
- Santa Lucía, 13 de diciembre.